# Claude-Henri Watelet

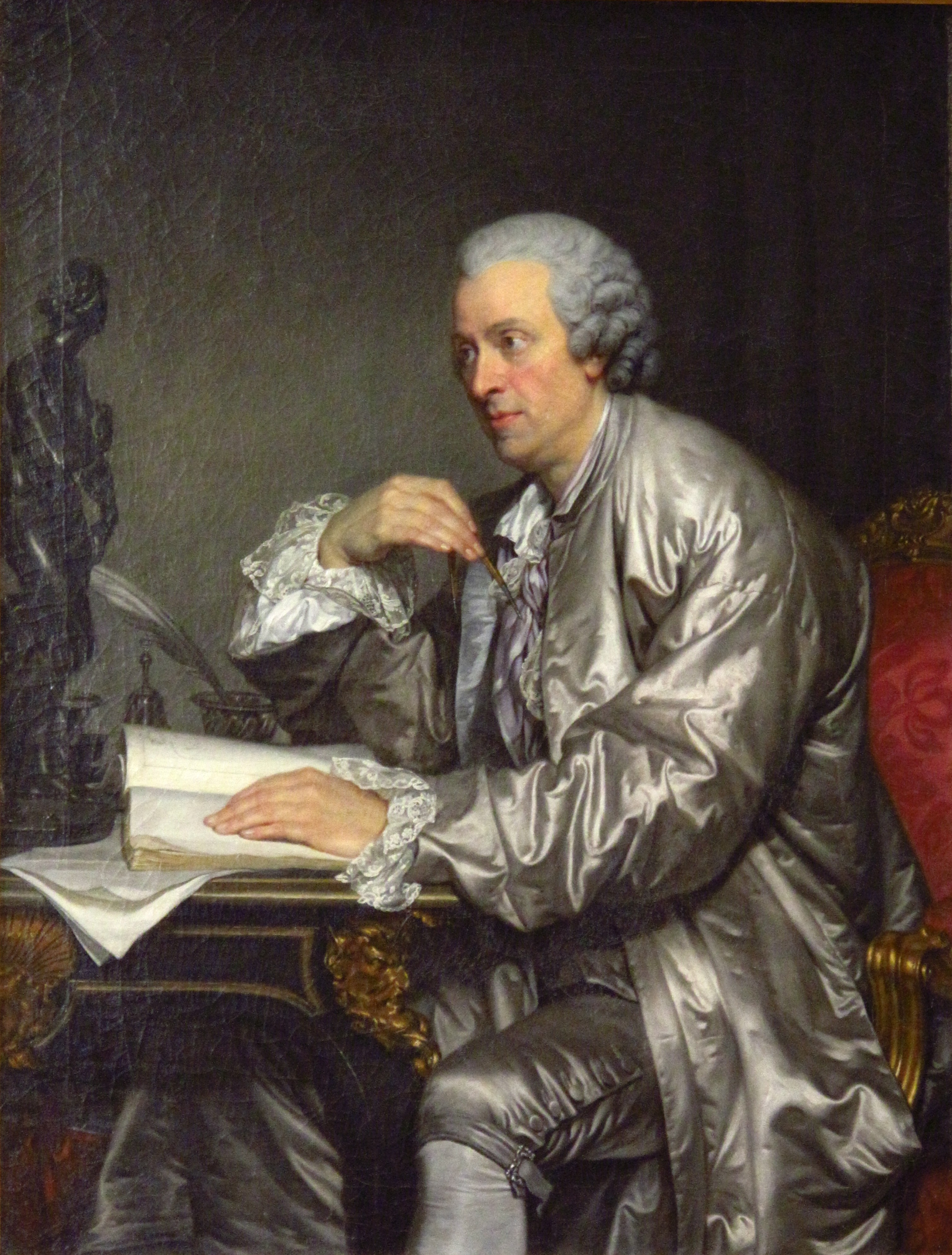
Claude-Henri Watelet, retratado por Jean-Baptiste Greuze, ca. 1763–1765.

Claude-Henri Watelet (París, 28 de agosto de 1718; ibidem, 12 de enero de 1786) fue un acomodado fermier général francés, artista gráfico, coleccionista de arte, enciclopedista, escritor y paisajista.

## Biografía
Watelet nació en París en la rue Montorgueil, hijo del matrimonio formado por Nicolas Robert Watelet (1682-1740) y su esposa Nicole Elisabeth de Beaufor (1697-1725). La pareja tuvo dos hijos más, Gaspard Henri Watelet (1717-1721) y Jean Nicolas Watelet de Valogny (1723-1775).
Su familia era originaria de las Ardenas. Su padre también era  fermier général. Watelet asistió al Collège d'Harcourt. A la edad de diecinueve años, realizó un viaje a Italia donde asistió en Roma a la Académie de France à Rome, donde dibujó su primer boceto y se hizo amigo de Jean-Baptiste Marie Pierre (1714-1789).
De regreso en Francia, asumió la función administrativa de recaudador general de impuestos del distrito de Orléans (receveur général des finances de la généralité d'Orléans). Su designación en este puesto le significó prestigio y un buen ingreso financiero, permitiéndole satisfacer su pasión por las artes. De modo que aprendió a dibujar, a realizar varias formas de grabado (especialmente, aguafuerte), pintar y otras técnicas plásticas. Desde el año 1747, en calidad de honoraire-associé libre, fue miembro de la Real Academia de Pintura y Escultura. Sus viajes con fines artísticos lo llevaron a Italia y a Holanda.
Conocía a Mme de Pompadour y visitaba los salones de Mme de Tencin y Mmm Geoffrin. Entre sus amigos se incluía a Jean-François Marmontel, Jacques Delille y Salomon Gessner. También escribió varios artículos en la Encyclopédie de Denis Diderot y Jean-Baptiste le Rond d'Alembert. Principalmente se trató de artículos sobre dibujo, pintura y grabado.

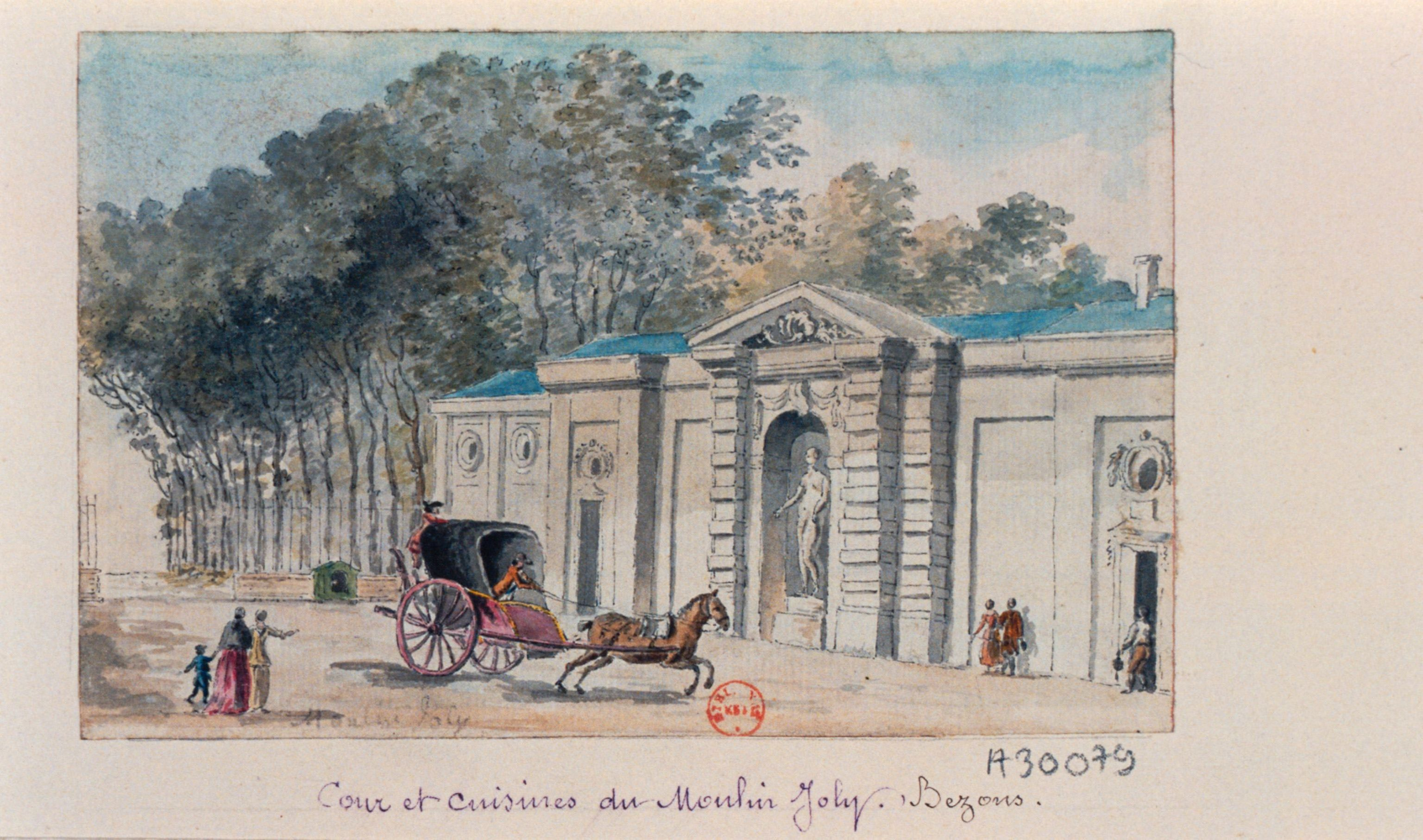
"Patio y cocinas del Moulin Joly", dibujo de Watelet con pluma, tinta china y acuarela.

También escribió algunas obras de teatro, de las cuales solo dos fueron puestas en escena. En 1760 creó un poema didáctico,  L'Art de peindre , lo que motivó que lo eligiesen para formar parte de la Academia Francesa. Ocupó el puesto de Jean-Baptiste de Mirabaud el 29 de noviembre de 1760. En 1764 fue incorporado como miembro de la academia florentina, la Accademia della Crusca y como miembro extranjero de la Academia Prusiana de las Ciencias.
Watelet también elaboró, en su  Essai sur les jardins  (1774),  las ideas de los  fisiocráticos y creó una visión bucólica de Francia en la que el país podría producir a través de una economía agraria simple, regresando a una agricultura idealizada, de propiedad familiar. Declaró un clara atracción por  la filosofía de Jean-Jacques Rousseau y fiel a sus postulados pensó que el hombre en el jardín perdería las cadenas que lo convertían en esclavo de sus negocios. Pero también se pueden demostrar influencias de Thomas Whately y William Chambers.
En el mismo libro, menciona tres características que deben constituir la base de todo jardín: lo pictórico, lo poético y lo romántico. El jardinero creará caminos que serpentean hacia adelante y hacia atrás, dejará espacio entre el jardín y el espectador, o intencionalmente los acercará entre sí, según sea la intención de su diseño. También se encargará de que el espectador encuentre paz y relajación donde su trabajo se muestre desde su lado más hermoso, más pictórico. En la obra, que se encuentra entre sus principales, describe también el jardín Moulin Joly, emplazado en un terreno ubicado a orillas del Sena a la altura de Colombes y que se extiende hasta Argenteuil. Watelet adquirió esta propiedad en 1750 y remodeló los jardines según sus ideas entre 1754 y 1772. El complejo paisajístico consistía en tres islas, con una casa rústica, una gruta, refugios para animales, un puente chino, un puente holandés, un puente flotante y un molino de agua, una lechería y jardines que preservarían la belleza natural. Un concepto de jardín de este tipo, también debía incluir establos, graneros, lecherías y colmenares y hacer que se desplegasen los beneficios de la naturaleza en un espacio pleno de satisfacciones sin esfuerzo.
Unos años más tarde, en febrero de 1746, Watelet comenzó una relación íntima con Marguerite Le Comte (1717-1800), una mujer joven casada. Su esposo, con quien había contraído matrimonio el 9 de septiembre de 1735, era el fiscal, Procureur du Grand Châtelet, Jacques Roger Lecomte (1702-1789).
Entre 1763 y 1786, volvió a residir en Italia por segunda vez, junto a su amante, en Roma, donde vivían en la Villa Médici.

## Obras (selección)

### Sobre las artes
- L'Encyclopédie, "Gravure", vol. 7 (1757)
- Contributions to Vies des premiers peintres du roi, depuis M. Le Brun jusqu'à présent (1752).
- L'Art de peindre, poème, avec des réflexions sur les différentes parties de la peinture (1760).[8]
- Essai sur les jardins (1774). RRprinted (Gérard Monfort), 2004.[9]
- Dictionnaire des beaux-arts (2 volumes, 1788–1791). Watelet Werk wurde von Pierre-Charles Lévesque u. a. komplettiert.[10] Faksimile Edition: L. F. Prault, Paris /Minkoff, Genève, 1972.
- Rymbranesques ou Essais de gravures (1783).

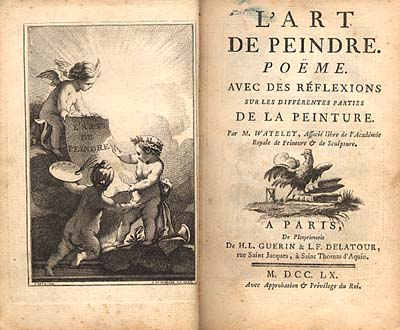
Frontblatt der L'Art de peindre, poème, avec des réflexions sur les différentes parties de la peinture (1760)

### Teatro
- La Maison de campagne à la mode, ou La comédie d'après nature, comédie en deux actes, en prose, composée en 1777 (1784)[11]
- Recueil de quelques ouvrages de M. Watelet, de l'Académie françoise et de celle de peinture (1784).
  - Silvie
  - Zénéïde, en 1 acte, en prose, composée en janvier 1743
  - Les Statuaires d'Athènes, comédie en 3 actes en prose, composée en 1766 **Les Veuves, ou la Matrône d'Éphèse, comédie en 3 actes, en vers
  - Milon, intermède pastoral en 1 acte en vers
  - Deucalion et Pyrrha, opéra à grand spectacle, en 4 actes en vers, composé en 1765, exécuté au concert des écoles gratuites de dessin, le 29 avril 1772, dans la salle du Wauxhall de la foire St-Germain.[12]
  - Délie, drame lyrique en 1 acte en vers, composé en 1765
  - Phaon, drame lyrique en 2 actes en vers mêlé d'ariettes, représenté devant Leurs Majestés à Choisy en septembre 1778.